# Claudi Ecclessi (cònsol 488)
Claudi Juli Ecclessi Dynami (llatí: Claudius Iulius Ecclesius Dynamius) va ser un senador romà de finals del segle V que va esdevenir cònsol el 488, amb Rufí Aquil·les Sividi, i prefecte urbà de Roma el 490 sota Teodoric.
Se sap que Ecclessi va emetre un edicte, de fraudibus molendinariorum, que descriu l'ús correcte dels molins prop del Janiculum. Va fer preparar bàscules públiques per pesar els sacs de farina abans i després de l'operació de mòlta i fixa els salaris dels moliners en tres nummi per bushel.